# Chazelles-sur-Lavieu
Chazelles-sur-Lavieu – miejscowość i gmina we Francji, w regionie Owernia-Rodan-Alpy, w departamencie Loara.
Według danych na rok 1990 gminę zamieszkiwało 156 osób, a gęstość zaludnienia wynosiła 16 osób/km² (wśród 2880 gmin regionu Rodan-Alpy Chazelles-sur-Lavieu plasuje się na 1466. miejscu pod względem liczby ludności, natomiast pod względem powierzchni na miejscu 1141.).